# جوني ماكدويل
جوني ماكدويل (بالإنجليزية: Johnny McDowell) هو سائق فورمولا 1 ومهندس أمريكي، ولد في 29 يناير 1915 في ديلافان في الولايات المتحدة، وتوفي في 8 يونيو 1952 في ميلواكي في الولايات المتحدة.

## روابط خارجية
- جوني ماكدويل على موقع DriverDB.com (الإنجليزية)